# Eleuthera Central
Eleuthera Central (en inglés: Central Eleuthera) es un distrito de las Bahamas. Según el censo de 2010, tiene una población de 2363 habitantes.
Se sitúa sobre la isla de Eleuthera y lleva el número 8 en el mapa que aparece en pantalla.